# 拉皮德里弗 (密歇根州)
拉皮德里弗（英語：Rapid River）是位於美國密歇根州德爾塔縣的一個普查規定居民點。

## 人口
根據2020年美國人口普查的數據，拉皮德里弗的面積為3.27平方千米，當中陸地面積為3.27平方千米，而水域面積為0.00平方千米。當地共有人口335人，而人口密度為每平方千米102.45人。